# 군다르스 첼리탄스
군다르스 첼리탄스(라트비아어: Gundars Celitāns, 1985년 6월 14일 ~ )는 라트비아의 배구 선수이다. 형 아르만드스 첼리탄스 또한 배구 선수이다.